# 矮生绣线梅
矮生绣线梅（学名：Neillia gracilis）为蔷薇科绣线梅属下的一个种。其种加词来源于拉丁文“gracilis”，意为“细长的”。